# گمینا اویازد (استان اوپوله)
گمینا اویازد (استان اوپوله) (به لهستانی:  Gmina Ujazd) یک گمینا در لهستان است که در شهرستان ستژلتسه واقع شده‌است. گمینا اویازد ۸۳٫۳۱ کیلومتر مربع مساحت و ۶٬۲۸۴ نفر جمعیت دارد.